# Vale das Fontes
Vale das Fontes es una freguesia portuguesa del municipio de Vinhais, con 16,65 km² de superficie y 430 habitantes (2001). Su densidad de población es de 25,8 hab/km².

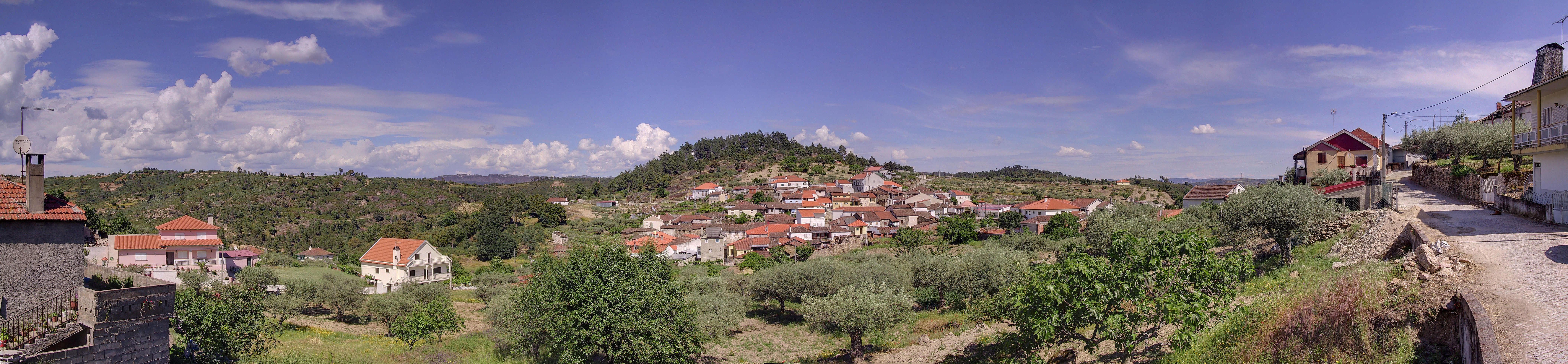
Panorama Vale das Fontes
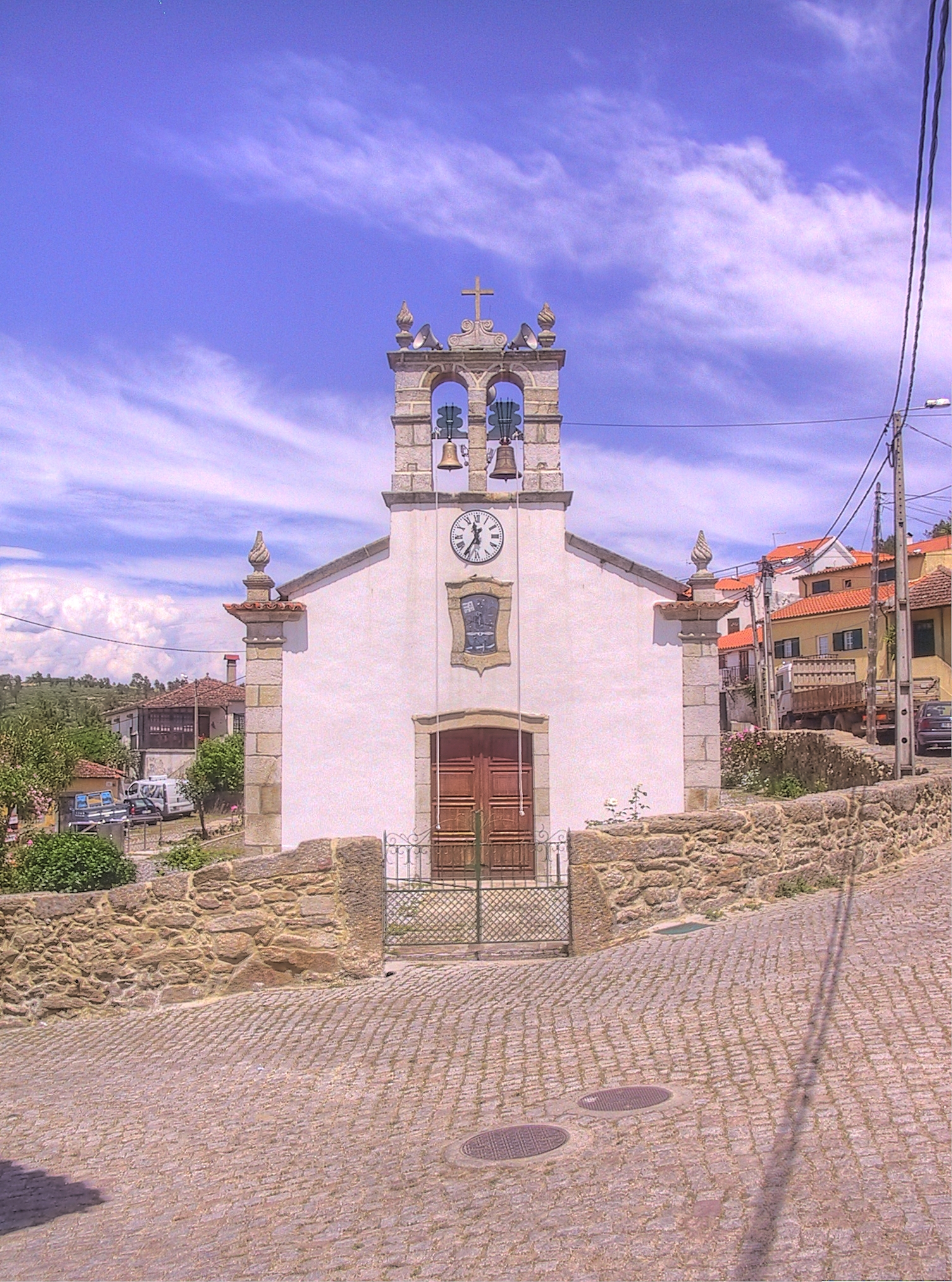
Igreja Matriz de Vale das Fontes